# Fixateur (photographie)
Pour les articles homonymes, voir Fixateur.
Ne doit pas être confondu avec fixatif.
En photographie argentique, le fixateur est une solution chimique utilisée à la fin du développement et qui permet de désensibiliser totalement un film ou un papier photographique, ceci en éliminant les restes d'halogénures d'argent contenus dans l'émulsion. Il permet ainsi par la suite d'exposer à la lumière un film ou un tirage développé sans risque de le voiler.

## Principe du fixage
La durée de conservation des épreuves ou pellicules photographiques insolées dépend en grande partie de l'efficacité du fixage. Cette opération permet d'éliminer, le plus complètement possible, les sels d'argent en les transformant en sels solubles dans l'eau (ce qui implique par conséquent un rinçage efficace en complément du fixage).
Lorsque le fixage est incomplet, on observe au fil du temps l'apparition d'un voile jaunâtre dû à la réaction de la lumière ou de certains gaz sur les halogénures d'argent. Si le fixage est totalement absent, le film ou le papier devient progressivement totalement noir et opaque. Le photographe Jean-Marie Fadier introduit la pratique du fixage partiel pour la création de l'argentype.
Dans le cas d'un film, le fixage permet aussi de supprimer un voile laiteux opaque qui fait partie de l'émulsion. La présence de ce voile après un développement complet est signe d'un fixage insuffisant dû soit à un temps de fixage trop court, soit à un fixateur périmé. Attention : un voile absent ne signifie pas pour autant que le fixage est parfait. Les constructeurs conseillent en général de fixer pendant au moins 2 fois le temps nécessaire pour faire disparaître ce voile.

## Utilisation
Le fixateur s'achète le plus souvent dans le commerce, soit sous forme liquide concentrée, soit en poudre. La dilution varie en général de 1+4 à 1+9 selon respectivement que l'on veuille fixer du film ou du papier (voir la notice de chaque modèle pour plus de précisions).
Des modèles courants sont actuellement :
- Ilford Rapid Fixer & Hypam Fixer ;
- Tetenal Superfix & Superfix Odourless.

### Formule
Il est aussi possible de préparer soi-même une solution de fixateur. Voici une formule classique de type hypo :
- thiosulfate de sodium (anciennement appelé hyposulfite de sodium) : 200 à 400 g (en général 250 g) ;
- bisulfite de sodium (liquide à 35° Baumé) : 50 ml (100 ml si 400 g de thiosulfate) ;
- enfin, de l'eau en quantité suffisante pour obtenir 1 000 ml de solution.